# Сержа Лифаря (станция скоростного трамвая)
«Сержа Лифаря» (укр. «Сержа Лифаря»; в 2000—2008 годах — «Сабурова», до 2019 года — «Александра Сабурова») — станция линии скоростного трамвая в Киеве, расположена между станциями «Александры Экстер» и «Рональда Рейгана».

## История
Открыта 26 мая 2000 года. Названа по одноимённой улице.
1 января 2009 вместе со всей линией закрыта на реконструкцию, вновь открыта 24 октября 2012 года.
На месте станции ранее планировалось построить станцию «Улица Сабурова» Левобережной линии Киевского метрополитена. Позже от этих планов отказались и окончательно утвердили вариант подземного метро по оси проспекта Червоной Калины.
Перед повторным открытием линии станция подверглась кардинальной реконструкции, недостроенные конструкции были частично разобраны, частично использованы для строительства нового вестибюля станции. На станции 24 октября 2012 года состоялось торжественное открытие Левобережной линии Киевского скоростного трамвая.
В 2000—2008 годах станция называлась «Сабурова», с 2012 по 2019 — «Александра Сабурова», в честь советского военачальника Сабурова Александра Николаевича. В 2019 году улица Александра Сабурова была переименована в честь французского артиста балета украинского происхождения Сержа Лифаря, после этого была переименована и станция.

## Галерея

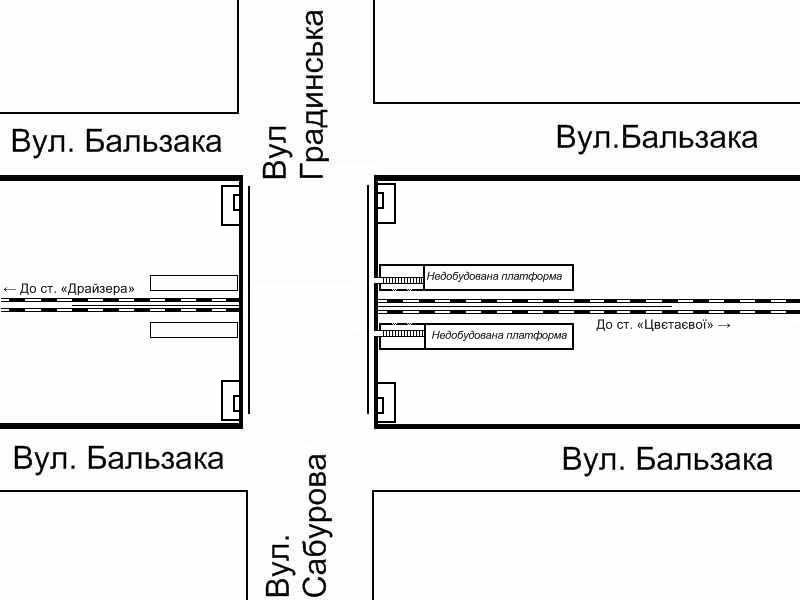
Схема станции
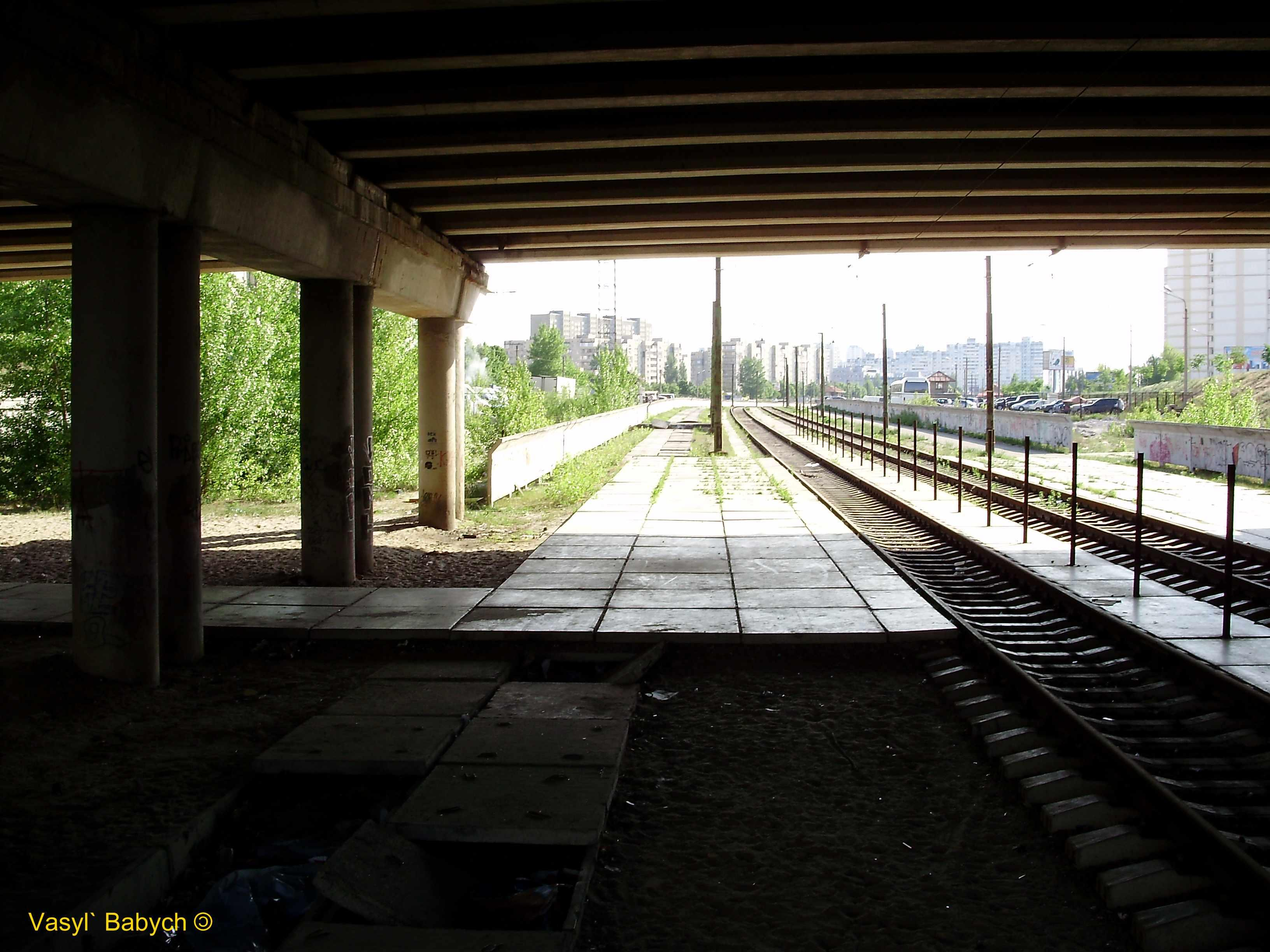
Станция до реконструкции
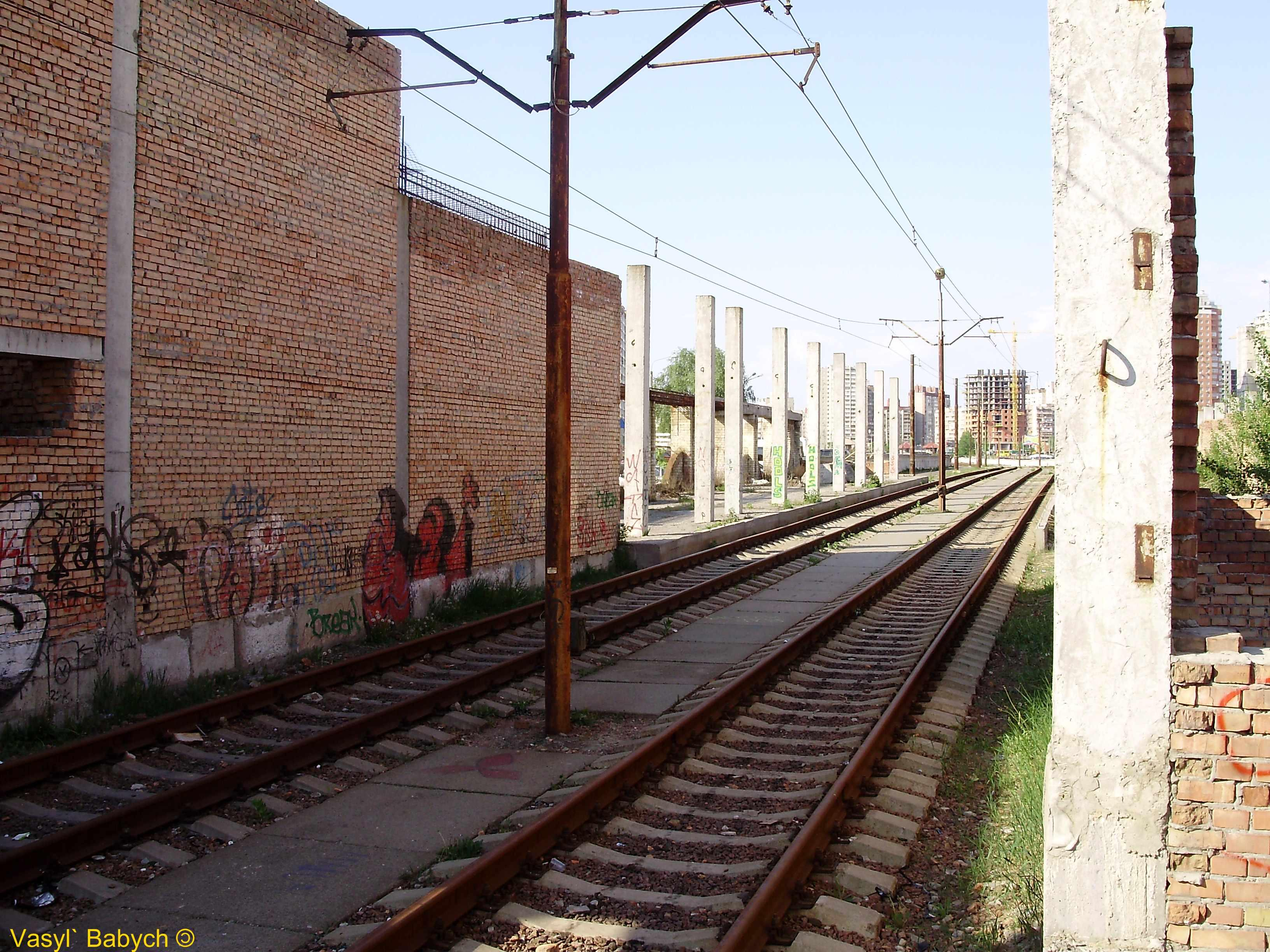
Недостроенная станция